# Ewentracja

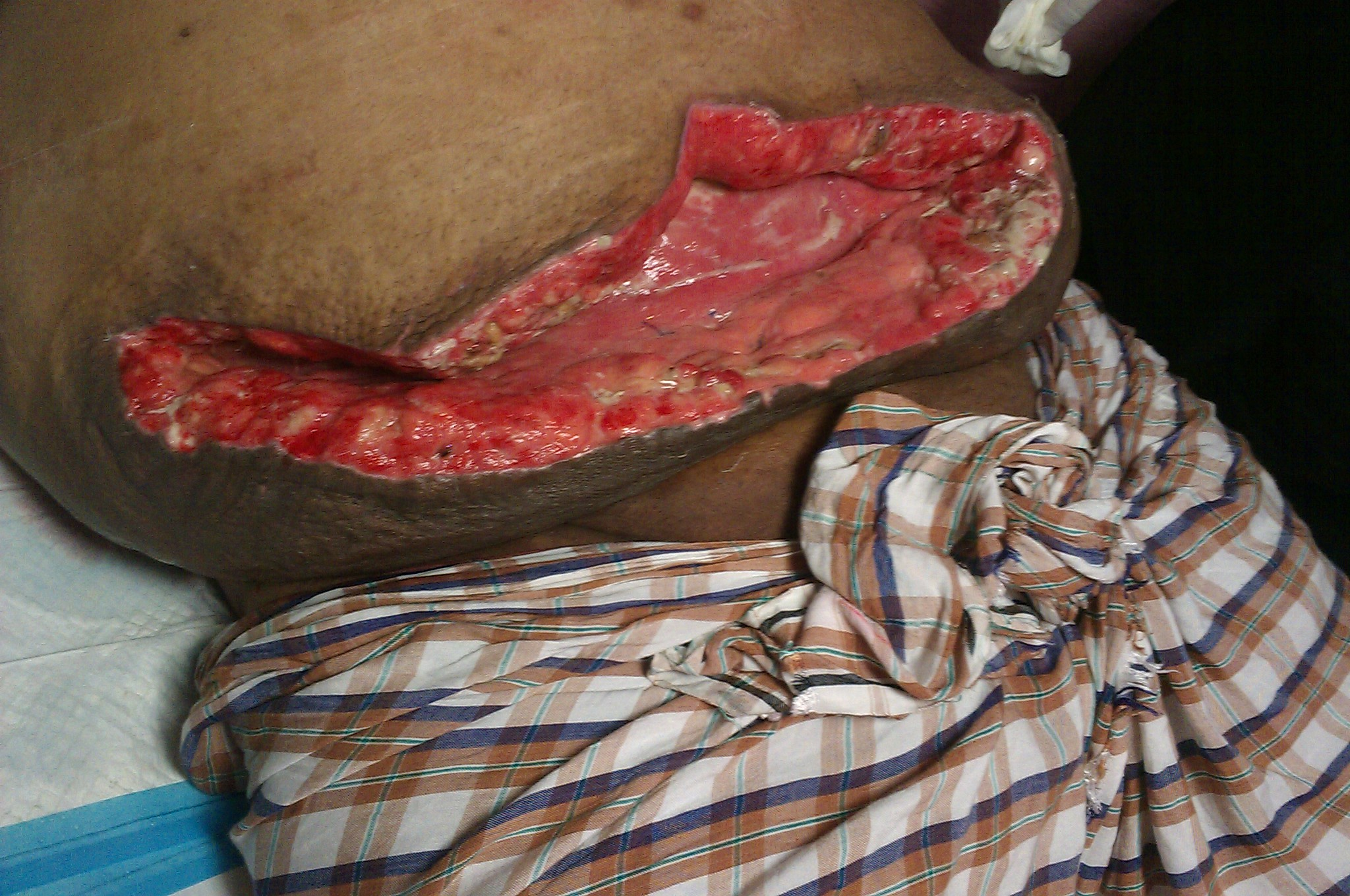
Ewentracja

Ewentracja (wytrzewienie) jest to rozejście się rany pooperacyjnej na całej długości lub w części wraz z otrzewną i wypadnięciem trzewi (sieć większa i jelito cienkie) poza obręb jamy brzusznej.

## Przyczyny
Częstość tego powikłania oceniana jest według różnych autorów na 0,2 - 6% zabiegów brzusznych. Śmiertelność po ewentracji oceniana jest na 30-70% przy czym decyduje tu najczęściej ciężki stan pacjenta spowodowany chorobą zasadniczą, a nie samo powikłanie.

### Czynniki sprzyjające ewentracji
Istnieje wiele czynników powodujących gorsze gojenie się ran pooperacyjnych.
Do najważniejszych zalicza się:
- wiek (>65 lat)
- infekcję rany
- choroby płuc
- niewydolność krążenia
- otyłość
- hypoalbuminemię
- nowotwór
- wodobrzusze
- przewlekłe leczenie sterydami.

Inne czynniki ryzyka:
- płeć męska
- ciała obce
- stomia w ranie,
- operacja w trybie pilnym,
- niedokrwistość,
- cukrzyca
- żółtaczka.

Jeżeli ewentracja wystąpi do 3 doby po zabiegu prawdopodobny jest błąd chirurga (nieodpowiednia technika szycia, źle dobrane szwy). Ewentracje późniejsze związane są raczej z czynnikami niezależnymi od techniki zabiegu. Ewentracji często towarzyszą inne powikłania jak np. ropnie wewnątrzbrzuszne.

### Podział ewentracji
Wyróżnia się ewentrację całkowitą – rozejście się wszystkich warstw powłok brzucha oraz ewentrację podskórną, kiedy zachowana jest ciągłość szwu skórnego. Zapobieganie ewentracji polega na przestrzeganiu zasad chirurgii oraz eliminacji czynników ryzyka. U chorych z wysokim ryzykiem ewentracji zakłada się w czasie pierwotnego zabiegu dodatkowo szwy antyewenteracyjne (linki stalowe w koszulkach silastikowych) przez wszystkie warstwy powłok brzucha oparte na plastykowych płytkach po bokach rany.

## Postępowanie
Leczenie ewentracji całkowitej jest tylko operacyjne i polega na kontroli jamy brzusznej i ponownym zeszyciu powłok ze wzmocnieniem szwem antyewenteracyjnym. W przypadku ewentracji podskórnej można przyjąć postawę wyczekującą. Na jej tle powstaje zawsze przepuklina pooperacyjna.

Przeczytaj ostrzeżenie dotyczące informacji medycznych i pokrewnych zamieszczonych w Wikipedii.